# Richard Förster
Richard Förster (o Foerster; Görlitz, 2 marzo 1843 – Breslavia, 7 agosto 1922) è stato un filologo classico, archeologo e storico dell'arte tedesco.
È ricordato principalmente per le sue edizioni critiche delle opere del retore tardoantico Libanio, dei fisiognomonici greci e latini e di Coricio di Gaza.

## Biografia
Nato a Görlitz, Förster studiò filologia e teologia presso le università di Jena e Breslavia, conseguendo il dottorato nel 1866. Dopo aver insegnato in scuole superiori, intraprese una carriera accademica che lo portò a ricoprire cattedre di filologia classica alle università di Rostock (1875–1881), Kiel (1881–1890) e Breslavia (1890–1922). A Breslavia, fu anche direttore del Museo archeologico e presidente della Schlesische Gesellschaft für vaterländische Kultur.

## Opere principali
- Quaestiones de attractione enuntiationum relativarum... (1868)
- Der Raub und die Rückkehr der Persephone... (1874)
- Francesco Zambeccari und die Briefe des Libanios (1878)
- Farnesina-Studien (1880)
- Die Physiognomik der Griechen (1884)
- Scriptores physiognomonici Graeci et Latini (2 volumi, 1893)
- Libanii Opera (12 volumi, 1903–1927)
- Choricii Gazaei opera (1929, postumo)

## Riconoscimenti
Förster fu membro di diverse società scientifiche, tra cui il Deutsches Archäologisches Institut e la Gesellschaft für Anthropologie und Urgeschichte in der Oberlausitz. Nel 1904, ricevette il Roter Adlerorden di terza classe con fiocco per i suoi contributi culturali.